# Antonella Costa
Antonella Costa (Roma, 19 marzo 1980) è un'attrice italiana naturalizzata argentina, attiva nel cinema e nella televisione. Ha lavorato in differenti paesi, inclusa l'Argentina, paese dove vive tuttora.

## Filmografia parziale

### Cinema
- Alma mía, regia di Daniel Barone (1999)
- Garage Olimpo, regia di Marco Bechis (1999)
- El camino, regia di Javier Olivera (2000)
- La sombra de las luces, regia di Baltazar Tokman (2001)
- La fuga, regia di Eduardo Mignogna (2001)
- Figli/Hijos, regia di Marco Bechis (2001)
- Pernicioso vegetal, regia di Mariano Mucci (2002)
- Nadar solo, regia di Ezequiel Acuña (2003)
- Hoy y mañana, regia di Alejandro Chomski (2003)
- Sola, como en silencio, regia di Mario Levin (2004)
- I diari della motocicletta (Diarios de motocicleta), regia di Walter Salles (2004)
- El viento, regia di Eduardo Mignogna (2005)
- Como un avión estrellado, regia di Ezequiel Acuña (2005)
- Cobrador: In God We Trust, regia di Paul Leduc (2006)
- Tres minutos, regia di Diego Lublinsky (2007)
- No mires para abajo, regia di Eliseo Subiela (2008)
- Ausente - Assente (Ausente), regia di Marco Berger (2011)

### Televisione
- El hacker – miniserie TV (2001)
- Mujeres asesinas – serie TV, 1 episodio (2006)
- Epitafios – serie TV, 10 episodi (2009)